# Гуавиаре
Гуавиа̀ре (на испански: Guaviare) е един от тридесет и двата департамента на южноамериканската държава Колумбия. Намира се в южноцентралната част на страната. Департаментът е с население от 86 657 жители (към 30 юни 2020 г.) и обща площ от 55 575 км².

## Общини
В департамент Гуавиаре има 4 общини:
1. Ел Реторно
2. Каламар
3. Мирафлорес
4. Сан Хосе дел Гуавиаре